# Stowarzyszenie Rodzina Ponarska
Stowarzyszenie Rodzina Ponarska – organizacja społeczna dokumentująca i propagująca pamięć o zbrodni w Ponarach.

## Historia
Nieformalna działalność Stowarzyszenia datuje się od września 1994 r., kiedy to grupa osób skupiona wokół Heleny Pasierbskiej zapoczątkowała działania mające na celu upamiętnienie ofiar masowych egzekucji, które Niemcy i ich litewscy kolaboranci przeprowadzali w latach 1941–1944 w okolicach miejscowości Ponary pod Wilnem. Początkowo ta grupa działała jako oddział Stowarzyszenia „Straży Mogił Polskich na Wschodzie”, które wspierało ich od strony organizacyjnej oraz finansowej. Pierwszą podjętą inicjatywą przez Stowarzyszenie było wystosowanie listu otwartego do Ministra Spraw Zagranicznych oraz 25 polskich instytucji z apelem o upamiętnienie zbrodni ponarskiej. W kolejnych latach Stowarzyszenie ufundowało pamiątkowy krzyż na cmentarzu powązkowskim w Warszawie oraz tablicę w Bazylice Mariackiej w Gdańsku i w Kościele Świętego Ducha w Białymstoku .
Wraz z dotarciem do szerszego kręgu osób spokrewnionych z ofiarami zbrodni ponarskiej oraz osób zainteresowanych historią Polaków na Kresach podjęta została decyzja o sformalizowaniu działalności. Stowarzyszenie zostało wpisane do Krajowego Rejestru Sądowego 8 lipca 2002 r. Stowarzyszenie organizuje w Warszawie cykliczne uroczystości majowe upamiętniające zbrodnię ponarską, a także modlitwy na cmentarzu powązkowskim w dniu wszystkich świętych. Od 2014 r. organizowane są przez Stowarzyszenie w Wilnie i na Wileńszczyźnie Uroczystości Ponarskie, które mają zarówno charakter memoratywny, jak i edukacyjny 
W trakcie dotychczasowej działalności Stowarzyszenie ufundowało w kościołach oraz na cmentarzach szereg tablic i pomników upamiętniających zbrodnię w Ponarach. Jego członkowie, a zwłaszcza Helena Pasierbska, opublikowali wiele artykułów i książek związanych z tą tematyką. Stowarzyszenie bierze udział w Wilnie w obchodach Dnia Pamięci Ofiar Ludobójstwa Żydów podczas których oddaje hołd ofiarom ludobójstwa narodowości żydowskiej oraz polskiej. Za swą działalność Stowarzyszenie zostało w 2017 r. uhonorowane przez tygodnik „Do Rzeczy” nagrodą Strażnik Pamięci.
Działalność Stowarzyszenia została podsumowana podczas konferencji zorganizowanej w 2019 r. w Muzeum II Wojny Światowej w Gdańsku. W 2021 r. Stowarzyszenie otrzymało nagrodę Ministra Kultury i Dziedzictwa Narodowego w kategorii „Ochrona Dziedzictwa kulturowego za granicą”. Stowarzyszenie jest organizatorem i współorganizatorem konferencji popularnonaukowych poświęconych zagadnieniu zbrodni ponarskiej. 3 grudnia 2022 r. został rozstrzygnięty w Wilnie konkurs „Młodzi XXI wieku o młodzieży ponarskiej 1942” zorganizowany przez Stowarzyszenie obejmujący cztery kategorie tematyczne (multimedialną, muzyczną, plastyczną oraz literacką).
5 grudnia 2022 r. Instytut Pamięci Narodowej przyznał Stowarzyszeniu nagrodę Semper Fidelis za upamiętnianie polskich obywateli zamordowanych w latach 1941–1944 w Ponarach.

## Cele działalności Stowarzyszenia
Stowarzyszenie stawia sobie następujące cele:
- upowszechnienie i dokumentowanie pamięci o Polakach zamordowanych w Ponarach,
- dążenie do ujawnienia prawdy o ludobójstwie w Ponarach,
- identyfikacja wszystkich ofiar,
- zapewnienie opieki nad pomnikami i tablicami poświęconymi ofiarom Zbrodni Ponarskiej oraz fundowanie nowych,
- dążenie do uzyskania zadośćuczynienia oraz organizowanie pomocy koleżeńskiej dla członków Stowarzyszenia.

## Nagrody
- nagroda Strażnik Pamięci (2017),
- nagroda Ministra Kultury i Dziedzictwa Narodowego (2021),
- nagroda Semper Fidelis (2022).